# Elohim Kaboré
Moïse Elohim Victoire Kaboré (20 dicembre 2006) è un calciatore ivoriano, attaccante dell'Hammarby.

## Carriera
Cresciuto nel settore giovanile dell'ASEC Mimosas, ha militato in prima squadra dal 2022 al 2025 giocando anche diversi incontri internazionali (5) in CAF Champions League e Coppa della Confederazione CAF. Il 29 gennaio 2025 è stato acquistato a titolo definitivo dall'Hammarby ed il 27 aprile ha debuttato in Allsvenskan nella partita contro l'Häcken rilevando Abdelrahman Boudah all'89' minuto e segnando il gol del definitivo 1-1 pochi istanti dopo.

## Statistiche

### Presenze e reti nei club
Statistiche aggiornate al 27 luglio 2025.
| Stagione        | Squadra         | Campionato      | Campionato | Campionato | Coppe nazionali | Coppe nazionali | Coppe nazionali | Coppe continentali | Coppe continentali | Coppe continentali | Altre coppe | Altre coppe | Altre coppe | Totale | Totale | Totale |
| Stagione        | Squadra         | Comp            | Pres       | Reti       | Comp            | Pres            | Reti            | Comp               | Pres               | Reti               | Comp        | Pres        | Reti        | Pres   | Reti   |        |
| --------------- | --------------- | --------------- | ---------- | ---------- | --------------- | --------------- | --------------- | ------------------ | ------------------ | ------------------ | ----------- | ----------- | ----------- | ------ | ------ | ------ |
| 2022-2023       | ASEC Mimosas    | L1              | ?          | ?          | -               | -               | -               | CAF CL+CAF CC      | 1+1                | 0                  | -           | -           | -           | 2+     | 0+     |        |
| 2023-2024       | ASEC Mimosas    | L1              | ?          | ?          | -               | -               | -               | CAF CL             | 2                  | 0                  | -           | -           | -           | 2+     | 0+     |        |
| 2024-2025       | ASEC Mimosas    | L1              | ?          | ?          | -               | -               | -               | CAF CC             | 1                  | 0                  | -           | -           | -           | 1+     | 0+     |        |
| 2025            | Hammarby        | A               | 8          | 2          | CS+CS           | 0               | 0               | UECL               | 0                  | 0                  | -           | -           | -           | 8      | 2      |        |
| Totale carriera | Totale carriera | Totale carriera | 8+         | 2+         |                 | 0               | 0               |                    | 5                  | 0                  |             | -           | -           | 13+    | 2+     |        |

## Palmarès

### =Competizioni nazionali
- Coupe de Côte d'Ivoire: 1

ASEC Mimosas: 2023
- Coppa Félix Houphouët-Boigny: 1

ASEC Mimosas: 2023